# 証券会社の営業姿勢の適正化及び証券事故の未然防止について
証券会社の営業姿勢の適正化及び証券事故の未然防止について（しょうけんがいしゃのえいぎょうしせいのてきせいかおよびしょうけんじこのみぜんぼうしについて、平成元年12月26日通達蔵証第2150号）は、1989年12月に発出された大蔵省証券局長通達で、証券会社の営業姿勢に関するものである。
損失補てんの温床となった「営業特金」を適正化するため、法令の改正によらずに「事後的な損失の補填や特別の利益提供」を禁止したのが特徴。投資顧問契約のついた特定金銭信託への移行を促すものだったため、同時に、投資顧問業者むけの通達「投資顧問業者の業務遂行上留意すべき事項について」（1989年蔵証2151号）も発出された。
株価が同月末を歴史的な高値として急落し、その後、長く低迷したことから、この通達の発出はバブル崩壊の原因の一つとされている。発出当時の大蔵省証券局長であった角谷正彦の名を取って「角谷通達」と呼ばれることが多い。 

## 概要

### 当時の通達行政
1965年5月の法改正（1965年法律90号）により、証券業は登録制から免許制に改められた。監督当局の権限が広い範囲で強化され、通達や事務連絡を発出する形で、行政指導が行われるようになった。
そうした通達・事務連絡には、
- 本省と財務局間の事務配分を定める文書（事務委任通達等）
- 法令の執行のために、行政としての法令の具体的解釈や行政の判断基準、取扱手続き・様式等を定める文書（法令解釈・執行通達等）
- 証券会社等による一定の行為等を禁止、自粛、制限したり、証券会社等の望ましい業務運営方針を示すもの（指導通達等）

などがあった。
うち証券会社の営業姿勢に関するものは、法令違反が目立つ場合や、予め全般的な注意を与える場合に、証券業協会あてに発出された。1974年12月通達「投資者本位の営業姿勢の徹底について」（1974年蔵証2211号）、1980年6月通達「当面の証券会社経営上留意すべき事項について」（1980年蔵証768号）、1981年5月通達「証券会社の業務及び管理面において遵守すべき事項について」（1981年蔵証586号）などがそれに当たる。 

### 発出の経緯
1989年11月、国税による査察調査の過程で、大和証券が1975～80年にかけて、ダミー会社を利用して、大口法人顧客（上場会社20～30社）の損失を補てんし、簿外処理していたことが判明した。同様の損失補てんは、証券検査中の他の証券会社でも発見された。
当時、「損失補償による勧誘や特別の利益提供による勧誘」は既に法令により禁止行為とされていたが、「事後的な損失の補填や特別の利益提供」は禁止行為とされていなかった。このようななか、当時は法人営業の加熱もあり、証券業界では、会社全体で広く損失補てんが行われていた。
そこで、大和証券については「有価証券報告書の虚偽記載」として行政処分を行う一方、通達を発出し、証券業協会の自主規制ルールを改正させて、営業特金の適正化を証券業界に促すこととなった。
証券会社の経営理念や営業姿勢の厳正化が急がれた背景には、証券・金融の国際化もあった。1989年後半から、BIS規制に関する本格的な協議が始められたが、「日本の株高は異常である」と認識していた欧米案では有価証券の含み益が考慮されないため、都市銀行の自己資本比率は平均3％程度にしかならなかった。また、証券監督者国際機構（IOSCO、1988年11月加入）では、イコールフッティングを確保するため、証券会社の自己資本規制や行為規範の統一に向けた検討が始められていた。 

### 内容
本通達は以下の4項目から成り立っている（以下原文ママ）。
1. 法令上の禁止行為である損失保証による勧誘（証券取引法第50条第1項第3号）や特別の利益提供による勧誘（証券会社の健全性の準則等に関する省令第1条第2号）は勿論のこと、事後的な損失の補填や特別の利益提供も厳にこれを慎むこと。
2. 公募株等については、従業員持株会等を対象とする場合を除き、発行会社が指定する販売先への売付け（いわゆる親引け）は行わないなど、公正を旨とした販売を行うこと。
3. 特定金銭信託契約に基づく勘定を利用した取引については、原則として、顧客と投資顧問業者との間に投資顧問契約が締結されたものとすること。
4. 上記1乃至3を含め、営業姿勢の適正化及び証券事故の未然防止を図るため役職員教育の徹底を図るとともに、内部管理体制について速やかに再点検を行うこと。特に上記1乃至3について、自社の行う社内検査の重点項目とし、これらに違反する行為のあったことが判明したときは、関係役職員に対し厳正に対処すること。

### 営業特金の損失補てんに至った背景
1975年度から国債の大量発行が始まり、金融機関はその大口保有者となった。1980年夏、金利上昇の後、金融緩和が始まるも、公社債市況は弱含んだままで、特に、低クーポン債（利率6.1％のロクイチ国債）の値崩れが続いた。評価損を抱えた金融機関のために、法人税基本通達により、特金・ファントラ（特定金銭信託、ファンド・トラスト）での簿価分離が容認された。
金融機関や上場会社は、取得時期が古く、簿価の低い有価証券を保有している。簿価分離が許されないなら、同一の銘柄を新たに取得した場合に、低価法または平均法による再評価で含み益が表面化し、課税される。一方、簿価分離が許されるなら、経理処理が別になるため、含み益を温存することができる。
こうして、特金・ファントラが法人投資家の運用手段として定着することとなった。証券会社は、1982～83年頃から、国債を運用対象とする営業特金（証券会社が売買一任勘定取引として運用指図する特定金銭信託）を受注するようになった。
1986年頃から、円高不況で本業が不振となった上場会社は、エクイティファイナンスやCP（コマーシャルペーパー）発行により低コストの資金を大量に調達し、これを特金・ファントラでの証券投資や、大口定期預金・CD（譲渡性預金証書）で運用して利ザヤを稼ぐ「財テク」を強化した。1984年9月に保険会社に対し特定金銭信託を利用した株式投資（総資産の3％上限）が解禁され、また、1985年前後からの株高をみて、低金利下で利回りに優れた株式投資が選好されたが、キャピタルゲインを積み重ねるため、高頻度で売買され、証券会社の有力な手数料源となった。そのため、銀行と対抗する必要から、証券会社が損失補てんを約束して受注する動きが横行した。
法人投資家は、営業特金を利用すれば、簿価分離できるので税法上のメリットが大きく、しかも損失補てんされるとなれば、ほとんどリスクなしで金融資産を運用することができる。しかし、そうした性格の資金が営業特金を経由して大量に還流すれば、株式市場における価格形成に歪みも生じる。
1987年10月の米国市場の株価暴落に際し、大蔵省は、株安の連鎖を防ぐため、1988年3月期における特金・ファントラの決算処理基準を弾力運用することとした。これにより法人投資家の買い意欲が復活、1988年1月以降、株価が再び上昇に転じて、日本市場への影響は一時的なものに留まった。ここまで設備投資ニーズを上回るエクイティファイナンスが実施されたが、さらなる株高を期待する法人・個人の資金が流入し、また、過大な資金調達を行った上場会社の資金が営業特金を経由して市場に還流したため、株式市場の需給は崩れなかった。

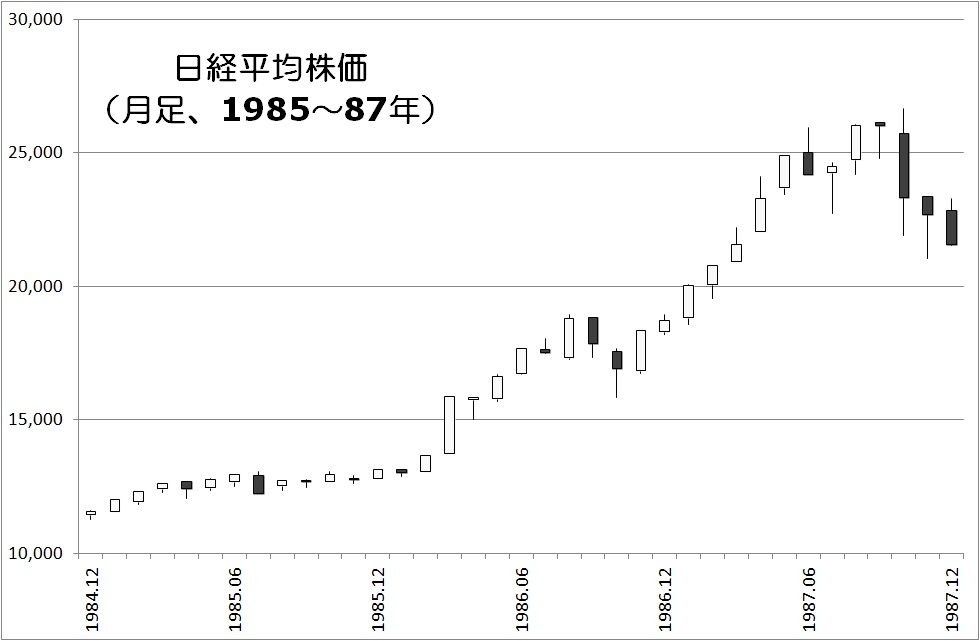
日経平均株価、月足、1985～87年、ブラックマンデーまで

しかし、この「ブラックマンデー」を含む運用期間に、予定した（または暗黙裡に保証した）利回りが確保できなかった営業特金について、証券会社が損失補てんを余儀なくされたケースが少なからず発生した。 

## 発出当時の反応
通達を発出した監督当局の側では、株価に影響を及ぼすことも想定していたが、発出された証券業界の側では、深刻視も、原因視も、していなかった。
日本経済新聞が通達について初めて伝えたのは、1989年12月6日付けの本紙記事である。その後は大和証券の受ける行政処分に関する記事が続き、発出の翌日には早速、通達の効果について、批判的な記事を掲載している。しかし、通達の株価への影響については、12月29日付けの日経金融新聞記事まで触れていない。そこでも、営業特金の禁止によりインデックス投信への資金シフトが発生するなどとして、必ずしもネガティブでなく、株価の先行きについては楽観的だった。
1990年2月28日付けの本紙記事では、室孝氏（室清証券社長、当時）のコメントを引用する形で、通達の株価への間接的な影響に触れているが、これに先立つ26日付けの日経金融新聞記事では、株価急落の原因として、まず「公定歩合の引き上げ」を挙げている。通達については、証券業界があくまで株価急落の緊急避難策として、「30％ルールの緩和」と並べて、「営業特金通達の弾力運用」を求めていることを伝えるに留めている。
一方で、1990年3月14日、日本経済新聞は、アナリストの調査レポートを引用する形で、通達が株式の需給関係に少なからぬ影響を及ぼしていると報道。また、当時、山一投資顧問社長であった徳野幸三は、当該報道に対し株価の先行きについては楽観的見通しを示しつつも「年初来の相場急落の背景は高金利政策、先物との裁定取引の解消売り、営業特金の解約売りの三つだった」とするコメントを寄せ、通達が株価急落の原因の一つであるという認識を示した。

## その後の顛末
1989年12月の通達の発出を受けて、本省監理会社22社は自主点検を実施し、1990年3月末時点で、大手4社・準大手6社が損失を補てんを行った旨を報告し、命じられて社内処分を実施した。
1991年5月、暴力団との不適切な取引や、特定の銘柄の過剰な投資勧誘など、大手証券会社の証券不祥事が明らかとなった。その翌月、新聞報道により、損失補てんが1990年4月以降も続けられていたことが伝えられた。ここでいう「損失補てん」には、営業特金の解約のための違約金や、証券会社の過失を原因とするものが含まれていて、それが1990年1月以降の株価下落もあって、適正化が遅れ、また損失補てんの規模が膨らむなどしたわけだが、証券市場に対する不信感・不公平感が強まる中、「証券会社は通達の発出後も損失補てんを続けていた」「監督当局も営業特金の適正化のため黙認した」などとスキャンダル視され、通達行政（＝法令によらない行政指導）のあり方を含め、強い批判を受けることとなった。通達を発出した証券局長が異動した後のことで、しかも前後の状況を知る業務課長が交通事故死していたこともあって、監督当局の対応も後手後手となった。
1991年7月通達「有価証券の取引一任勘定取引について」（1991年蔵証1135号）と「証券会社の社内管理体制の強化等について」（1991年蔵証1306号）が発出されて、営業特金において行われることの多かった取引一任勘定取引が禁止された。
さらに1992年6月の法改正（いわゆる公正確保法。1992年法律73号）により、取引一任勘定取引の禁止が明文化されるとともに、「事後的な損失の補填や特別の利益提供」も法律上の禁止行為とされた。改正法に基づいて証券取引等監視委員会が設置され、損失補てんやその簿外処理（飛ばし）を行った証券会社の告発・行政処分勧告を開始した。同時に、証券業協会は法律上の認可団体に改められ、その自主規制機能が強化された。通達や事務連絡の多くが移管され、自主規制ルールに焼き直された。
親証券会社による投資顧問子会社の顧客への損失補てんが行われていたことから、投資顧問会社の独立性を確保するため、1991年11月に投資顧問業法施行規則が改正、1992年1月通達「投資一任会社が顧客のために証券取引行為を行う場合の取扱いについて」が発出されて、投資顧問子会社による親証券会社への発注が禁止された。
1995年末、証券取引等監視委員会は、野村証券が過去数年間にわたって、いわゆる総会屋のために取引一任勘定取引を行い、これに損失補てんや特別の利益提供を行っていたことを発見した。その調査の過程で、他の大手証券会社も、同様の違法行為を行っていたことが明らかとなった。そのため、1997年12月の法改正（1997年法律107号）により、総会屋の根絶や株式会社の運営の健全性の確保を図るため、商法の罰則規定の改正が行われ、また、同月の法改正（いわゆる金融関係罰則整備法。1997年法律117号）により、検査忌避や虚偽報告、不公正取引、ディスクロージャー違反などに係る罰則が強化された。 

## 株価バブルの崩壊

### 行政側の見解
日本銀行や内閣府、財務省等は概ね、以下のような見解をとっている。
バブル経済は、①資産価格の急激な上昇、②経済活動の過熱、③マネー・信用の膨張、の3つによって特徴づけられる。価格高騰は、地価、株価だけでなく絵画、ゴルフ会員権など多くの資産で生じるが、経済のファンダメンタルズからみて「持続不可能」であって、特に大型のバブル経済は、深刻な害悪をもたらすとされる。しかし、複数の要因が相互に関連して発生・拡大するため、発生した時期や、崩壊が始まった時期を特定することは容易でない。
株価バブルの崩壊についていえば、まず、1987年10月に世界的な株価暴落が生じた。その後、1989年12月に日経平均株価が最高値を付けた。なお、大蔵省銀行局が土地関連融資の適正化を指導する通達を発出し始めたのは1985年7月であり、日銀が公定歩合の引き上げを始めたのは1989年10月である。ちなみに、日経店頭平均はこれらの後も値上がりを続け、1990年7月に最高値を付けた。
1990年の株価下落については、
1. 日本の政局の不安…リクルート・ロッキード関係議員の選挙後の登用を巡る混乱などがあった、
2. 日米構造協議への不安…日米構造協議自体は6月に決着するのだが、交渉の過程で200項目以上にもわたる米側の構造改善要求が明らかになるといった出来事があった、
3. 金利の上昇…後述するように、日本銀行は1989年5月以降、1989年中に3回にわたって公定歩合を引き上げたが、1990年に入ってからの2回の引き上げを行った、
4. 湾岸戦争…8月以降のイラクのクウェート侵略に伴う中東情勢の緊迫で原油価格が上昇した、

日経平均株価、月足、1988～90年、株価バブル崩壊まで

などが原因であると説明され、1990年の年初からの株価下落は「行き過ぎた価格が正常化した」と認識されていた。

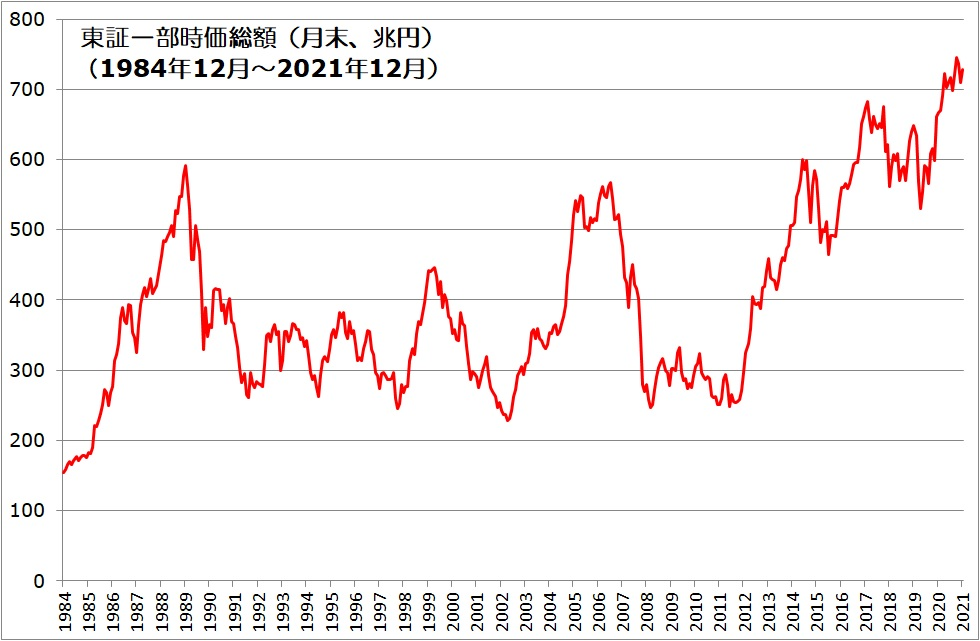
東証一部時価総額、月末、兆円、1984年12月～2021年12月

日本銀行や大蔵省では、通達の発出時点では、株価バブルや資産価格バブルの崩壊後、バランスシート調整と金融システムの動揺が起こって、それが日本経済に深刻な影響を及ぼすことは想定していなかったとしている。

### 通達担当者の見解
財務省や日本銀行等、行政側では上述のようにバブル崩壊と本通達の関連性を否定している一方で、日本経済新聞が、大蔵省証券局長として通達を発出した角谷正彦に、2017年にインタビューしたところ、「本通達の発出前から、本通達が発出された場合、その効果として株価は急落するだろう」と予測していたことを明かしている。また、当時、大蔵省職員として本通達を起案した高橋洋一は、「この通達発出の真の目的は高騰していた株価を下落させるためのものであった」とコメントしており、発出した当時の担当者はバブル崩壊や平成不況に大きな影響があると予測していたことや実際に影響があったことを認めている。